# Slendro
Slendro (sundanesisch Salendro) ist die javanische Bezeichnung für eine 5-stufige Skala, die neben Pélog in der indonesischen Musik (insbesondere in der Gamelan-Musik) verwendet wird.

## Das Tonsystem
Da Slendro keine (anhemitonische) Pentatonik (wie C-D-F-G-A-C) ist, wurde vermutet, Slendro sei eine 5-tönig gleichtemperierte Skala, d. h. die fünf Intervalle seien alle gleich groß (240 Cent; 100 Cent sind ein gleichtemperierter Halbton). Messungen haben jedoch ergeben, dass die Intervallfolge des Slendro sich in kein allgemein gültiges System einordnen lässt. So sind die Oktaven nicht rein (d. h. nicht im Frequenzverhältnis 1:2), und innerhalb der verschiedenen Oktavlagen ist die Intervallabfolge verschieden:
|           | Messungen (Intervallfolge in Cent) | Messungen (Intervallfolge in Cent)                                                       |
| Oktavlage | 1972 in Surakarta                  | 2018 am Gamelan-Instrumentarium aus Surakarta, das sich im Überseemuseum Bremen befindet |
| --------- | ---------------------------------- | ---------------------------------------------------------------------------------------- |
| hoch      | 249, 256, 250, 253, 246            | 243, 238, 263, 236, 244                                                                  |
| mittel    | 252, 238, 241, 266, 253            | 266, 263, 251, 239, 260                                                                  |
| tief      | 281, 221, 223, 246, 222            | 244, 238, 240, 230, 235                                                                  |

Eine "Regelmäßigkeit" der Stimmung ist nicht zu erkennen. Die Stimmung der Gamelaninstrumente schwankt von Werkstatt zu Werkstatt, beispielsweise zwischen Surakarta und Yogyakarta oder auf Bali, ist jedoch innerhalb einer Werkstatt und unter allen Instrumenten eines Gamelan-Orchesters gleich.

## Der Stimmungsgehalt
Mit Slendro verbinden Javaner „tiefes Glücksgefühl“. Slendro wird als strahlend und belebend empfunden und im javanischen Schattenspiel (Wayang Kulit) verwendet.